# Tractat d'Ulm (1647)
El Tractat d'Ulm o Treva d'Ulm (en alemany: Waffenstillstand von Ulm) és un tractat de pau signat a la ciutat d'Ulm el 14 de març de 1647 entre el Regne de França, Suècia i l'Electorat de Baviera.
El tractat es desenvolupà després de la invasió de Baviera per part de França i Suècia durant la Guerra dels Trenta Anys a conseqüència de l'aliança de Maximilià I de Baviera amb l'emperador Ferran III del Sacre Imperi Romanogermànic. Per la signatura del tractat Suècia i França van renunciar a les seves pretensions territorials alhora que Baviera renuncià a la seva aliança amb l'emperador del Sacre Imperi Romanogermànic. Tot i la signatura del tractat Maximilià retornà a la seva aliança amb Ferran III la tardor de 1647.